# Henk Sneevlietweg
Henk Sneevlietweg – stacja metra w Amsterdamie, położona na linii 50 (zielonej). Została otwarta 28 maja 1997. Nazwa stacji pochodzi od ulicy, na której znajduje się główne wejście, która z kolei nosi imię holenderskiego polityka Henka Sneevliet.